# Stazione di Sinalunga
Stazione di Sinalunga vasútállomás Olaszországban, Sinalunga településen.

## Vasútvonalak
Az állomást az alábbi vasútvonalak érintik:
- Toszkánai Központi Vasút
- Arezzo–Sinalunga-vasútvonal

## Kapcsolódó állomások
A vasútállomáshoz az alábbi állomások vannak a legközelebb:
- Rigomagno railway station
- Torrita di Siena railway station
- Foiano della Chiana railway station (Stazione di Arezzo, Arezzo–Sinalunga-vasútvonal)